# Queen's Club Championships 1971
I Queen's Club Championships 1971 sono stati un torneo di tennis giocato sul parquet indoor. Inizialmente il torneo era programmato per essere giocato sull'erba ma le cattive condizioni atmosferiche hanno spinto gli organizzato a spostare l'intero torneo indoor. È stata l'81ª edizione dei Queen's Club Championships e faceva parte del Pepsi-Cola Grand Prix 1971 e del Women's International Grand Prix 1971. Si è giocato al Queen's Club di Londra in Inghilterra, dal 14 al 24 giugno 1971.

## Campioni

### Singolare maschile
Stan Smith ha battuto in finale  John Newcombe 8–6, 6–3.

### Doppio maschile
Tom Okker /  Marty Riessen hanno battuto in finale  Stan Smith /  Erik Van Dillen 8–6, 4–6, 15–13.

### Singolare femminile
Margaret Smith-Court ha battuto in finale  Billie Jean King con il punteggio di 6–3 3–6 6–3.

### Doppio femminile
Billie Jean King /  Rosie Casals hanno battuto in finale  Mary-Ann Eisel Curtis /  Valerie Ziegenfuss con il punteggio di 6–2 8–6.